# Krilasti koprivić
Krilasti koprivić (lat. Pteroceltis), monotipski biljni rod, dio porodice konopljovki. Jedina je vrsta P. tatarinowii, listopadno drvo iz Mongolije i Kine.

## Etimologija
Etimološki korijen binomnog imena Pteroceltis izveden je iz grčkog pterugion što znači 'krilati' i drugog roda drveća, Celtis ili koprivić. Vrsta tatarinowii je dobila ime po Aleksandru Aleksejeviču Tatarinovu (1817.-1886.), ruskom botaničaru i sakupljaču biljaka.

## Opis
Pteroceltis tatarinowii je listopadno drvo s navikom širenja. Može narasti i do 20 metara visine. Njegovo srednje zeleno lišće je široko jajasto s nazubljenim rubovima, do 10cm dugo i 5 cm široko. Lišće mu požuti u jesen prije nego što otpadne. Deblo mu može doseći promjer do 1 m. Njegova sivo/smeđa kora ljušti se u mrljama. Njegovi zeleni cvjetovi su mali i beznačajni. Plod je okrugao, okriljan i promjera do 25 mm. 
Pteroceltis tatarinowii, uvezen je u Ameriku gdje je poznat kao “Blue Sandalwood” ili “Tatar–Wingceltis”, porijeklom je iz istočne i središnje Kine. Na svom izvornom staništu raste na vapnenačkom tlu na obalama potoka i rijeka. 
Osim svoje estetske privlačnosti, Pteroceltis tatarinowii ima i praktičnu primjenu. Kora drveta vrijedan je izvor vlakana koja se koriste u proizvodnji Xuan papira. Xuan papir je oblik rižinog papira koji se proizvodi u velikim količinama u Kini i cijenjen je zbog svoje čvrstoće, mekoće i izdržljivosti. Osim toga, iz njegovih sjemenki može se ekstrahirati ulje. Nadalje, ovo drvo daje kvalitetnu građu. 

## Korištenje u agrošumarstvu:
Tamo gdje raste samoniklo, biljka se smatra indikatorom vapnenačkih tla.
- P. tatarinowii
- P. tatarinowii
- P. tatarinowii

## Sinonimi
- Pteroceltis tatarinowii var. pubescens Hand.-Mazz.
- Ulmus cavaleriei H.Lév.